# Howard Gould
Howard Gould (New York, 8 giugno 1871 – New York, 13 settembre 1959) è stato un imprenditore statunitense.

## Biografia
Era il figlio di Jason Gould (1836-1892), e di sua moglie, Helen Day Miller (1838-1889).

## Matrimoni

### Primo Matrimonio
Sposò, il 12 ottobre 1898, Katherine Clemmons (1880-1930), un'attrice la cui carriera era stata fortemente sovvenzionata da William F. Cody. Divorziarono nel 1909 e Howard l'accusò di infedeltà con Cody. Malgrado le accuse mosse da sua moglie nel processo di divorzio, a Gould è stato ordinato di pagare 36.000 dollari all'anno in alimenti (circa $ 960.000 oggi). Era il più grande assegno di mantenimento a quel tempo.
Gould acquistò un terreno a Sands Point per costruire una nuova casa per sua moglie, Katherine Clemmons. Dopo che Howard e Katherine si separarono, ha continuato la costruzione della tenuta, usando Hunt & Hunt per progettare un palazzo in stile Tudor. La casa di 40 stanze, una delle più elaborate di Long Island, è lunga 225 piedi (69 m) e larga 125 (38 m), con una torre di 80 piedi (24 m). Il primo e il secondo piano misurano oltre 1 e 1/2 acri. Howard si trasferì in Europa nel 1917 e vendette la proprietà a Daniel Guggenheim. La tenuta, che aveva costato a Gould oltre $ 1 milione, è stata venduta per soli 600.000 dollari, incluso l'arredamento. Gould deteneva anche un yacht di 272 piedi (83 m), Niagara.

### Secondo Matrimonio
Nel 1937 sposò l'attrice Grete Mosheim (1905-1986) a Londra, precedentemente finanziatore e produttore in almeno una delle sue apparizioni sul palco di Londra. Divorziarono nel 1947.

## Morte
Gould morì il 13 settembre 1959, al Doctors Hospital a Manhattan, New York. Fu sepolto nel Mausoleo di Jay Gould, nel cimitero di Woodlawn, nel Bronx.